# 北嶋絞製作所
株式会社北嶋絞製作所は、日本の企業である。

## 沿革
- 1947年 11月 - 開業[1]
- 2011年 - 大田区「優工場」認定企業[2]。

## 製作
日用品から医療、半導体や液晶関係の部品、航空機・ロケット・人工衛星の部品などを製作している。日本の省庁等により製品加工技術が評されており、長崎総合科学大学教授の谷本和明は、深絞り加工を世界一と評し、スペースシャトルが飛ぶためには、この企業が不可欠であるという旨を述べている。

## 視察
2007年1月にモザンビーク大統領アルマンド・ゲブーザ、2010年7月にオブセルバトゥー新聞社のイルブド編集長を含む3人のアフリカ人ジャーナリストなどが訪問した。